# Campeonato Mundial de Clubes de la FIVB de 2014
El Campeonato Mundial de Clubes de la FIVB de 2014 es la décima edición del Campeonato Mundial de Clubes de la FIVB, realizada entre el 5 y el 10 de mayo de 2014 por tercera vez en la historia en Brasil, la segunda en seguida, en la ciudad de Belo Horizonte.

## Fase a Grupos

### Sorteo
El sistema de competición no ha variado desde la edición anterior.
Los ocho equipos son sorteados en dos grupos de 4 equipos, avanzando a la siguiente ronda los dos mejores de cada grupo. En semifinales la ganadora del grupo A se enfrentará a la segunda del grupo B y la primera del grupo B a la segunda del grupo A. Los ganadores de ese partidos disputarán la final por el título, los perdedores la final por la 3° plaza. El sorteo de los grupos tuvò lugar el 23 de abril en Lausana.
- GRUPO A
  -  Sada Cruzeiro (Equipo organizador, Campeón de Sudamérica 2013/2014 y Campeón Mundial de Clubes de 2013)
  -  Belogori'e Bélgorod (Campeón de Europa 2013/2014)
  -  Matim Varamin (Campeón de Asia 2013/2014)
  -  Guaynabo Mets (Equipo representativo de NORCECA)

- GRUPO B
  -  Trentino Volley (Wild Card,[3] Campeón Mundial de Clubes 2009, 2010, 2011, 2012)
  -  UPCN Vóley (Subampeón de Sudamérica 2013/2014)
  -  Esperance (Campeón de África 2013/2014)
  -  Al-Rayyan (Wild Card,[3] Subcampeón de Asia 2013/2014)

### Grupo A
| Fecha | Partido                             | Resultado                     |
| 05/05 | Sada Cruzeiro - Guaynabo Mets       | 3-0 (25-18,25-15,25-19)       |
| 06/05 | Belogori'e Bélgorod - Guaynabo Mets | 3-1 (25-17,25-19,22-25,25-19) |
| 06/05 | Sada Cruzeiro - Matim Varamin       | 3-0 (25-22,25-16,25-21)       |
| 07/05 | Matim Varamin - Guaynabo Mets       | 3-0 (25-28,25-19,25-18)       |
| 07/05 | Sada Cruzeiro - Belogori'e Bélgorod | 1-3 (20-25,18-25,25-21,31-33) |
| 08/05 | Belogori'e Bélgorod - Matim Varamin | 3-1 (25-21,22-25,25-15,26-24) |

| Clasificación | Clasificación       | Clasificación | Clasificación | Clasificación | Clasificación | Clasificación | Clasificación | Clasificación |
| Pos.          | Equipo              | Puntos        | P.G.          | P.P.          | Sets G.       | Sets P.       | Tantos G.     | Tantos P.     |
| ------------- | ------------------- | ------------- | ------------- | ------------- | ------------- | ------------- | ------------- | ------------- |
| 1.º           | Belogori'e Bélgorod | 9             | 3             | 0             | 9             | 3             | 299           | 259           |
| 2.º           | Sada Cruzeiro       | 6             | 3             | 2             | 7             | 3             | 244           | 215           |
| 3.º           | Matim Varamin       | 3             | 1             | 2             | 4             | 6             | 219           | 228           |
| 4.º           | Guaynabo Mets       | 0             | 0             | 3             | 1             | 9             | 187           | 247           |

### Grupo B
| Fecha | Partido                      | Resultado                           |
| 05/05 | UPCN Vóley - Esperance       | 3-0 (25-18,25-18,27-25)             |
| 05/05 | Trentino Volley - Al-Rayyan  | 0-3 (22-25,24-26,22-25)             |
| 06/05 | Al-Rayyan - Esperance        | 3-0 (28-26,25-18,25-21)             |
| 07/05 | Trentino Volley - UPCN Vóley | 3-2 (23-25,25-23,38-36,22-25,15-11) |
| 08/05 | UPCN Vóley - Al-Rayyan       | 3-2 (25-19,25-20,17-25,18-25,15-11) |
| 08/05 | Trentino Volley - Esperance  | 3-0 (25-16,25-19,25-16)             |

| Clasificación | Clasificación   | Clasificación | Clasificación | Clasificación | Clasificación | Clasificación | Clasificación | Clasificación |
| Pos.          | Equipo          | Puntos        | P.G.          | P.P.          | Sets G.       | Sets P.       | Tantos G.     | Tantos P.     |
| ------------- | --------------- | ------------- | ------------- | ------------- | ------------- | ------------- | ------------- | ------------- |
| 1.º           | Al-Rayyan       | 7             | 2             | 1             | 8             | 3             | 254           | 233           |
| 2.º           | UPCN Vóley      | 6             | 2             | 1             | 8             | 5             | 297           | 284           |
| 3.º           | Trentino Volley | 5             | 2             | 1             | 6             | 5             | 266           | 247           |
| 4.º           | Esperance       | 0             | 0             | 3             | 0             | 9             | 177           | 230           |

## Segunda Fase
|  | Semifinales         | Semifinales |   |            | Final               | Final |  |
|  | 09/05               | 09/05       |   |            | 10/05               | 10/05 |  |
|  |                     |             |   |            |                     |       |  |
|  |                     |             |   |            |                     |       |  |
|  | Belogori'e Bélgorod | 3           |   |            |                     |       |  |
|  | UPCN Vóley          | 1           |   |            |                     |       |  |
|  |                     |             |   |            |                     |       |  |
|  |                     |             |   |            |                     |       |  |
|  |                     |             |   |            | Belogori'e Bélgorod | 3     |  |
|  |                     | Al-Rayyan   | 1 |            |                     |       |  |
|  |                     |             |   |            |                     |       |  |
|  |                     |             |   |            |                     |       |  |
|  |                     |             |   |            | Tercer lugar        |       |  |
|  |                     |             |   |            |                     |       |  |
|  | Al-Rayyan           | 3           |   | UPCN Vóley | 3                   |       |  |
|  | Sada Cruzeiro       | 1           |   |            | Sada Cruzeiro       | 2     |  |

| Fecha | Partido                          | Resultado                     |
| 09/05 | Belogori'e Bélgorod - UPCN Vóley | 3-1 (19-25,25-14,25-21,25-20) |
| 09/05 | Al-Rayyan - Sada Cruzeiro        | 3-1 (21-25,25-18,25-21,25-18) |

| Fecha | Partido                    | Resultado                           |
| 10/05 | UPCN Vóley - Sada Cruzeiro | 3-2 (25-17,31-29,23-25,16-25,15-13) |

| Fecha | Partido                         | Resultado                     |
| 10/05 | Belogori'e Bélgorod - Al-Rayyan | 3-1 (16-25,25-21,25-21,25-15) |

### Campeón
| Campeón del Mundo por Clubes de 2014 |
| ------------------------------------ |
| Belogori'e Bélgorod 1º Título        |

## Premios y reconocimientos[4]
- MVP - Mejor jugador:  Dimitri Muserskiy, Belogori'e Bélgorod
- Mejores receptores/atacantes:  Matej Kazijski, Al-Rayyan -  Sergej Tetyukin, Belogori'e Bélgorod
- Mejores centrales:  José Jorge Souza Santos Júnior, UPCN Vóley -  Robertlandy Simón, Al-Rayyan
- Mejor opuesto:  Wallace, Sada Cruzeiro
- Mejor armador:  Raphael Vieira de Oliveira, Al-Rayyan
- Mejor libero:  Alan Barbosa Domingo, Al-Rayyan